# Mercúrio Cromo
Mercúrio Cromo é uma banda de rock brasileira com canções sobre variados temas e letras e composições que transitam entre a verve contestatória do punk rock a baladas típicas do pop rock, criada em 2005. Como o nome sugere, se orgulha de ser uma combinação, não necessariamente lógica, de músicos com gostos e influências musicais diversas.
A banda possui um álbum, dois Singles e um EP. Formada por Fábio Adorno, Nando Menezes, Rafael Arruda e Kairo Espósito em São Paulo, a banda abusava da liberdade criativa, poética e técnica até o álbum "Mercúrio Cromo" de 2012, recheado de canções com duração e letras pouco usuais no mercado musical de cunho comercial. Um Single em 2013, O Gigante Acordou foi lançado, mantendo influências do primeiro álbum porém diminuindo um pouco a duração da composição, mas não deixando de lado – ao contrário, reforçando – sua veia crítica. Dedicada às manifestações populares de junho/julho de 2013, a banda começou a ganhar mais reconhecimento, tendo essa canção inclusive executada na rádio paulistana 89FM A Rádio Rock. No ano seguinte, 2014, lançaram uma releitura do “hino” Pra Frente Brasil, com um clipe polêmico, satirizando a Copa do Mundo realizada no país.
A banda passou por algumas reformulação no período entre 2005 e 2013, sempre na bateria: Thiago Mendes entre 2005 e 2007; Kauê Moralez entre 2007 e 2010; Celso Fernando entre 2010 e 2013, até a consolidação de Samuel Souza no posto.
Eles iniciaram a gravação do EP Mercúrio Cromo e após algum tempo liberaram a faixa "O Que Eu Sinto Por Você", primeira canção da banda a ter um clipe veiculado na televisão. O clipe foi dirigido por Maurício Eça, que já tinha dirigido clipes premidados para artistas como Racionais MC's, CPM 22, Pitty e Mafalda Morfina. O EP foi lançado no fim de 2014, as faixas "O Que Eu Sinto Por Você" e "Todo Mundo Sabe" ganharam clipes, e a faixa  Lorena ganhou um lyric vídeo, bem como um clipe também – este veiculado no canal Multishow.

## História
A banda surgiu e se consolidou em São Paulo, cidade plural que tradicionalmente projeta as bandas de Rock para o cenário nacional. O grupo se utiliza de temas cotidianos, críticas políticas e letras poéticas e reflexivas com combinações de várias vertentes do rock, do pop e da MPB.
Surgida num condomínio residencial de classe média baixa na periferia de São Paulo, a primeira formação da banda contava com Fábio Adorno (baixo), Rafael Arruda (guitarra – amigo de adolescência do Fábio), Nando Menezes (vocal – então namorado de uma amiga em comum entre Fábio e Rafael), Kairo Espósito (guitarra – primo do Fábio) e Thiago Mendes (vizinho do Fábio).
Com o passar do tempo, e através de um longo processo de amadurecimento, que envolveu shows, gravações de Demos e mudanças de bateristas, a banda passou por modificações depois do álbum Mercúrio Cromo(2012), que, além de um novo membro, também foi modificado um tanto do estilo da banda, com varições de timbres e perspectivas artísticas.
O primeiro álbum, homônimo, foi lançado em 2012 e carrega alguns elementos e temáticas que variam do Punk ao Grunge, passando por hard rock e pop, e que imprimem um som um tanto pesado e uma dinâmica fora dos padrões comerciais. Gravado, Mixado e Masterizado em São Paulo, o disco tem referências a bandas como Pearl Jam, Mudhoney, Guns N' Roses, Ozzy Osbourne, e até mesmo Ramones.
Em 2013, lançaram o Single O Gigante Acordou, em meio às manifestações de Junho e Julho.  Carregado nos tons políticos a faixa já traz alguns elementos que seriam consolidados mais adiante, como linguagens mais modernas de estrutura e timbres em instrumentos típicos de grandes clássicos do rock (como as guitarras Gibson Les Paul e SG, o baixo Fender Precision e o Microfone Shure SM-55), além da mensagem direta e de referências à famosas canções da música brasileira como “Brasil” do Cazuza, “Como Nossos Pais”, composição de Belchior eternizada na voz de Elis Regina, e “Geração Coca-Cola” e “Que País É Este” da  banda Legião Urbana.
No primeiro semestre de 2014 a banda lança o provocativo single com a releitura de “Pra Frente Brasil”, famosa canção, muito vinculada ao terceiro título brasileiro da Copa do Mundo e ao futebol do país. Lançada junto com um clipe satírico em meio à Copa do Mundo de 2014, a canção foi o último lançamento da banda antes do EP, também chamado “Mercúrio Cromo”.
Lançado em fins de 2014 o EP trouxe consistente mundança na banda, nos mais variados aspectos artísticos e musicais. Proporcionou 3 canções de trabalho, executadas em algumas rádios do país, e com clipes em canais especializados como Woohoo, PlayTv e Multishow. A banda também participou de programas de rádio na KISS FM e na Rádio USP FM, e também em programas de TV em canais como MTV e Record News. Para a promoção do disco, realizaram inúmeros shows, em formatos "elétrico" e "acústico".

## Integrantes
- Nando Menezes — vocal Nascimento: 1978

Cantor e compositor, nasceu em São Paulo, cantou nas bandas Carnificina e InDust.
- Fábio Adorno — baixo Nascimento: 1985

Compositor e baixista, sua carreira artística começou ainda aos 9 anos, desenhando, mas sua carreira musical confunde-se com a própria carreira do Mercúrio Cromo.
- Rafael Arruda — guitarra, vocal Nascimento: 1985

Compositor e guitarrista, iniciou a carreira em 2003, em São Paulo. Tocou na banda Versus antes de fundar o Mercúrio Cromo. É também ator.
- Kairo Espósito — guitarra, vocal Nascimento: 1988

Compositor e guitarrista, iniciou a carreira musical em bandas do bairro, em São Paulo. Antes da banda, dava aulas de guitarra.
- Samuel Souza — bateria, vocal Nascimento: 1995

Compositor, baterista e amante do futebol, Samuel iniciou sua carreira muito jovem, tocando em bandas do bairro até ser incorporado ao Mercúrio Cromo.

### Ex-integrantes
- Thiago Mendes (Nascimento:1986) - bateria
- Kauê Morales (Nascimento: 1988) - bateria
- Celso Fernando (Nascimento: 1988) - bateria

## Discografia

### Extended plays
- 2014 – Mercúrio Cromo

### Álbuns
- 2012 – Mercúrio Cromo

- 2013 – O Gigante Acordou
- 2014 – Pra Frente Brasil